# Turnix de Sumba
Turnix everetti
Espèce
Statut de conservation UICN

 VU B1ab(iii,iv,v);C2a(ii) : Vulnérable
Le Turnix de Sumba (Turnix everetti) est une espèce d'oiseaux de la famille des Turnicidae.

## Répartition
Cet oiseau est endémique de Sumba en Indonésie.